# Vasúti vontatási vállalkozás
A vasúti vontatási vállalkozások olyan vállalkozások, melyek saját mozdonyaikkal üzletszerűen vontatják az áru- és személyszállító vasúti társaságok szerelvényeit.

## Szerepük
A vontatási szolgáltatók kétféleképpen is növelhetik a hazai vasutak versenyképességét. Egyrészt olyan tartalék vontató-kapacitást hoznak a piacra, amit a vasúti társaságok hirtelen elromló mozdonyaik, vagy hirtelen jelentkező megrendelési többletük esetén hosszadalmas új beruházás nélkül vehetnek igénybe. Másrészt a vontatójárművek több társaság számára történő rendelkezésre bocsátásával ezeket a költséges eszközöket jobban ki tudják használni a szállítóknál, és így csökkenthetik az egy személy- vagy tehervonatra jutó összes költséget.